# Castillo de Stirling
El castillo de Stirling es una fortaleza ubicada en Stirling, Escocia, Reino Unido. Es uno de los castillos más grandes y relevantes de Escocia, tanto históricamente como arquitectónicamente. Fue construido en la cima de la Colina del castillo, un pico de origen volcánico, y se encuentra rodeado en tres de sus lados por acantilados de gran pendiente. La mayor parte de los edificios principales del castillo datan de los siglos XV y XVI, si bien se conservan algunos elementos del siglo XIV. Las defensas exteriores del castillo que dan hacia la ciudad, por su parte, datan de principios del siglo XVIII.
En 1297 se produjo la célebre batalla del Puente de Stirling donde el soldado escocés William Wallace derrotó por primera vez a Inglaterra en las denominadas Guerras de independencia de Escocia. A principios del siglo XIV el castillo sufrió un sitio por las tropas inglesas de Eduardo I, donde los historiadores indican que fue utilizado por primera vez Warwolf, el mayor fundíbulo que nunca se haya construido, con efectos devastadores.
El castillo de Stirling ha sido una de las principales residencias reales de la monarquía escocesa, donde fueron coronados varios reyes y reinas, incluyendo a María I de Escocia en 1542 y donde muchos otros nacieron o fallecieron. Tras la Unión de las Coronas en 1603, perdió su función real y fue utilizado como fortaleza militar, participando en las rebeliones jacobitas de 1715 y 1745, aunque fracasaron.

## Historia

### Orígenes
La colina del Castillo, sobre la que se asienta el castillo de Stirling, forma parte de la lámina de Stirling, una formación de cuarzo y dolerita de 350 millones de años que probablemente fue ocupada desde una etapa temprana. Los romanos construyeron un fuerte en Doune, bordeando Stirling, aunque es probablemente que los maetae ya se hubieran asentado en esta zona. Posteriormente fue un baluarte de Manaw Gododdin y también ha sido identificado como Iudeu, un asentamiento de los siglos VII y VIII donde el rey Penda de Mercia asedió al rey Oswiu de Northumbria en 655. Los pictos se apoderaron de la zona tras la derrota de Northumbria durante la batalla de Dunnichen tres décadas más tarde. Sin embargo, no existen evidencias arqueológicas de que la colina del Castillo fuera ocupada hasta finales del Medievo.
Las primeras referencias del castillo de Stirling datan de 1110, cuando el rey Alejandro I construye una capilla en la zona. De hecho, parece que se convirtió en un centro de la realeza, ya que Alejandro falleció en la fortaleza en 1124. Durante el reinado de su sucesor David I, Stirling se convirtió en una ciudad regia y su castillo en un importante centro administrativo. El rey Guillermo I creó un coto de venado al suroeste del castillo, aunque tras su captura por los ingleses en 1174, tuvo que rendir varias fortaleza, incluyendo los de Stirling y Edimburgo, según el Tratado de Falaise. No existen evidencias de que los ingleses ocuparan el castillo, siendo devuelto por Ricardo I de Inglaterra en 1189. Stirling continuó siendo residencia real, ya que Guillermo falleció en el castillo en 1214 y Alejandro III construyó un nuevo coto para venado en la década de 1260.

### Guerras de independencia

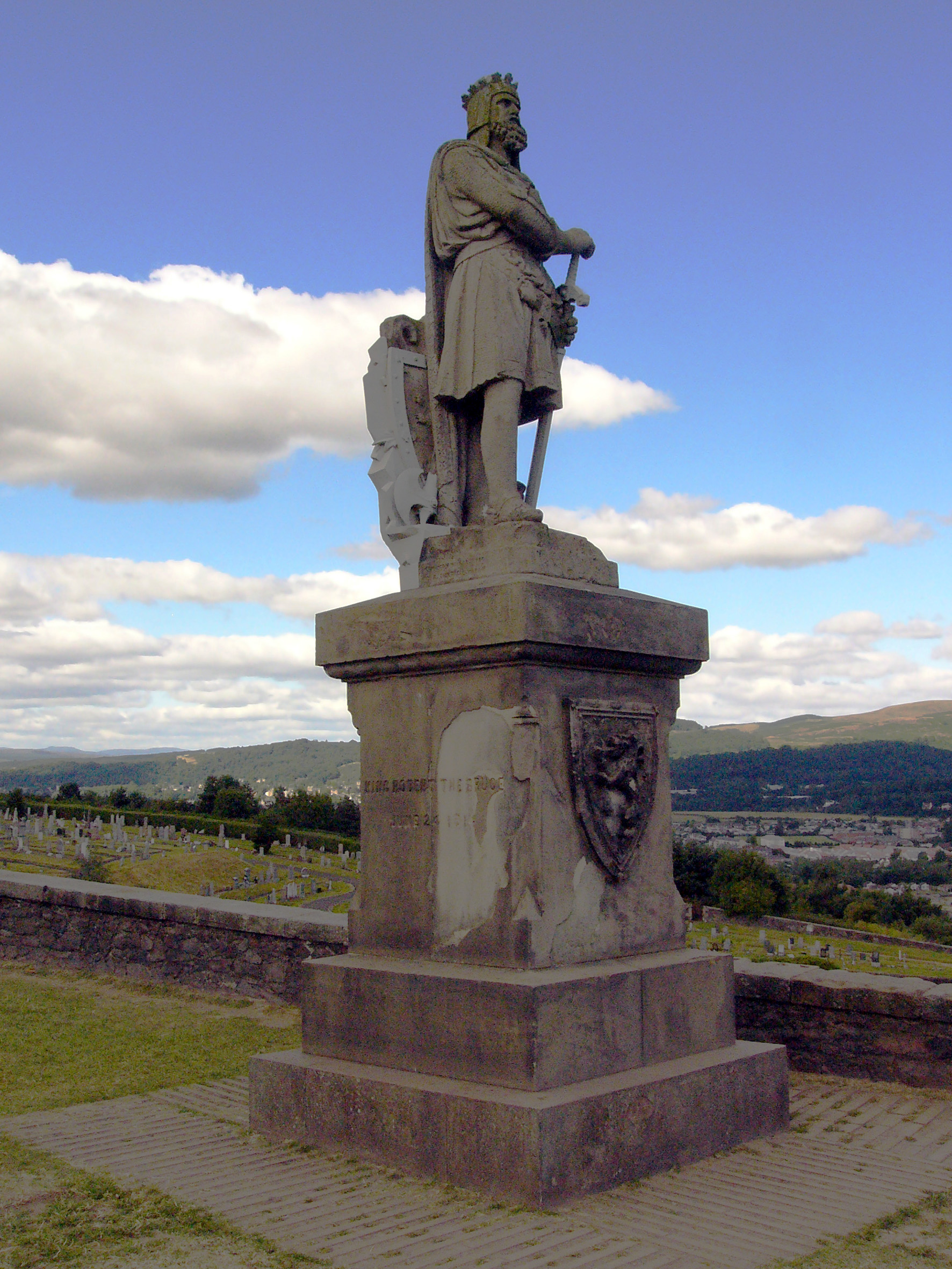
Escultura de Roberto I de Escocia en la esplanada del castillo.

Stirling continuó siendo un centro de administración real hasta la muerte de Alejandro III en 1286. Su fallecimiento produjo una crisis sucesoria en la que Eduardo I de Inglaterra fue invitado como árbitro entre los diversos pretendientes. Eduardo llegó al norte en 1291 exigiendo que Stirling, junto con otros castillos reales, se pusieran bajo su administración durante el arbitraje. Eduardo juró en favor de Juan de Balliol, con la esperanza de que fuese un títere en sus manos, aunque John rehusó obedecer la órdenes de Eduardo.
En 1296 Eduardo invadió Escocia, comenzando las Guerras de independencia de Escocia, que continuaron durante los siguientes 60 años. Los ingleses hallaron el castillo abandonado y vacío y comenzaron a instalarse en este lugar estratégico. Fueron expulsados al año siguiente, tras la victoria de Andrew Moray y William Wallace en la batalla del Puente de Stirling, donde fallecieron numerosos guerreros, por lo que los comandantes ingleses William FitzWarin y Marmaduke Thweng tuvieron que retirarse al interior del castillo. No obstante, pronto se rindieron a los escoceses por hambruna. El siguiente verano el castillo volvió a cambiar de manos tras la victoria inglesa en la batalla de Falkirk. Eduardo reforzó el castillo, pero volvió a ser reconquistado por los escoceses, incluyendo a Robert Bruce, en 1299.
En 1303, cuando los ingleses volvieron a llevar la delantera, Stirling era el único castillo que continuaba en manos escocesas. Los ejércitos de Eduardo llegaron en abril de 1304 con al menos diecisiete máquinas de asedio. Los escoceses, bajo el liderazgo de William Oliphant, se rindieron el 20 de julio, aunque parte de la guarnición volvió al castillo por orden de Eduardo para poner en marcha su última máquina, «Warwolf» o Lobo de guerra en castellano. Se cree que Warwolf era un lanzapiedras enorme que destruyó las puertas de la fortaleza. Cuando la victoria de Eduardo parecía asegurada, falleció en 1307 y Roberto I se convirtió en el nuevo monarca de los escoceses. En 1313, Inglaterra únicamente tenía el control de Stirling, Roxburgo, Edimburgo y Berwick, por lo que el hermano del rey, Edward Bruce, puso asedio a Stirling que estaba controlada por Philip Mowbray. Mowbray propuso un acuerdo: el rendiría la fortaleza si el castillo no era liberado para el 24 de junio de 1314; Bruce aceptó y se retiró. El verano siguiente, los ingleses, al mando de Eduardo II, marcharon al norte con el objetivo de salvar el castillo. El 23-24 de junio, las fuerzas del rey Roberto se encontraron con los ingleses en la batalla de Bannockburn, en las cercanías del castillo, en la que la derrota inglesa fue decisiva. El rey Eduardo intentó refugiarse en el castillo, pero Mowbray cumplió su palabra, entregó el fuerte y los ingleses se retiraron. El rey Roberto ordenó destruir las defensas del castillo para evitar una nueva ocupación inglesa.

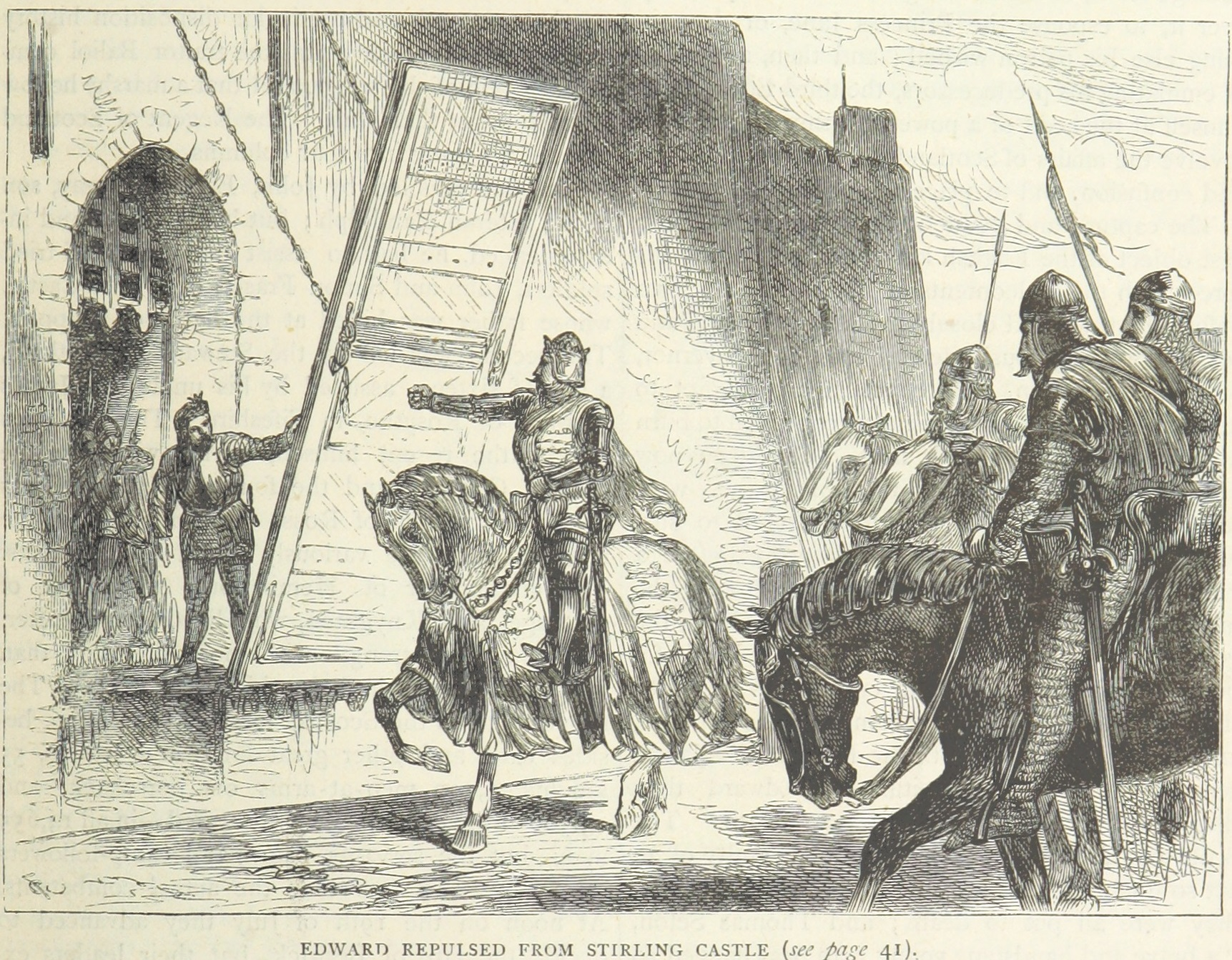
Mowbray se niega a dejar entrar a Eduardo II en el castillo.

A pesar de estos eventos, la Segunda guerra de independencia escocesa continuó tras la ocupación inglesa del castillo de Stirling en 1336, cuando el comandante Thomas Rokeby reforzó el castillo en su mayoría con madera. Andrew Murray intentó asediarlo en 1337, cuando probablemente se usaron armas de fuego por primera vez en Escocia. El futuro rey Roberto II recuperó Stirling tras 1341-42, cuando su guardián Maurice de Moravia lo reforzó en gran medida. En 1360 Robert de Forsyth fue nombrado gobernador del castillo de Stirling, cuyo título continuó a su hijo John y a su nieto William, quien era gobernador en 1399.

### Primeros Estuardo
Durante los reinados de los primeros monarcas Estuardo Roberto II (r. 1371-1390) y Roberto III (r. 1390-1406) se construyeron las zonas más antiguas que se han conservado. Roberto Estuardo, duque de Albany, regente de Escocia como hermano de Roberto III, realizó obras en las puertas norte y sur. La puerta norte actual fue construida sobre esos cimientos en la década de 1380, la mampostería más antigua conservada del castillo. En 1424, el castillo de Stirling fue parte de una dote en beneficio de la esposa de Jacobo I, Juana Beaufort, estableciendo una tradición que continuaron los siguientes monarcas. Tras el asesinato de Jacobo I en 1437, Juana se refugió con su hijo en la fortaleza, el futuro Jacobo II. Quince años más tarde, en 1452, Jacobo apuñaló y asesinó a Guillermo, VIII conde de Douglas, cuando se negó a acabar con una posible traición junto a Juan de Islay, conde de Ross y Alexander Lindsay, IV conde de Crawford. Jacobo III (r. 1460-1488) nació en la fortaleza y realizó remodelaciones en los jardines y en la capilla real. La esposa de Jacobo, Margarita de Dinamarca, falleció en el castillo en 1486, y dos años más tarde, Jacobo murió en la batalla de Sauchieburn, justo al sur del castillo.

### Palacio renacentista

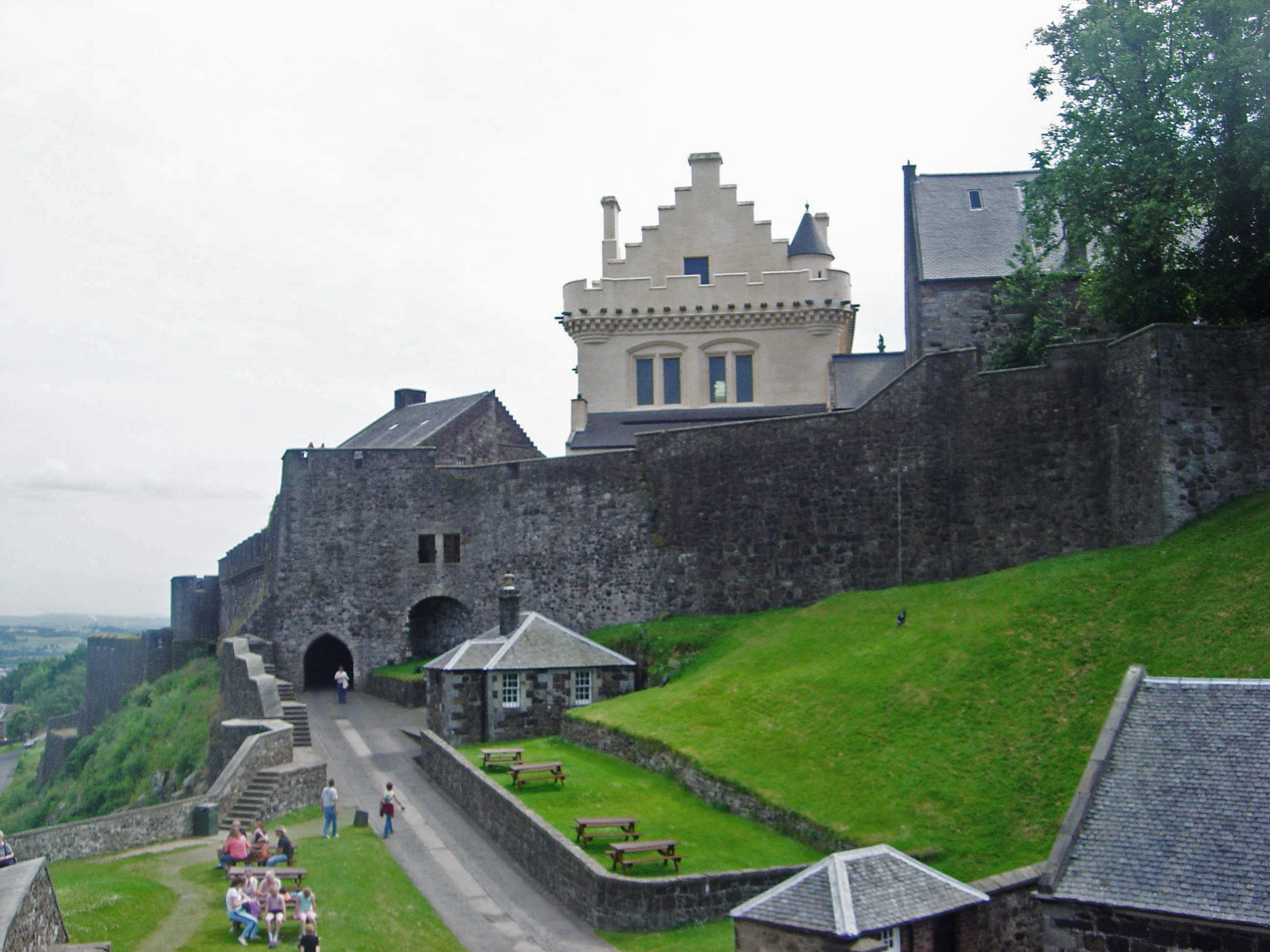
La puerta norte es probablemente la parte más antigua del castillo, datando de la década de 1380.

Casi todos los edificios actuales del castillo fueron construidos entre 1490 y 1600, cuando Stirling se convirtió en el principal centro real con el reinado de los reyes Estuardo Jacobo IV, Jacobo V y Jacobo VI. La arquitectura de estos nuevos edificios mostraba una mezcla ecléctica de influencias inglesa, francesa y alemana, reflejando las ambiciones internacionales de la dinastía Estuardo.
Jacobo IV (r. 1488-1513) mantuvo una corte esencialmente renacentista, incluyendo alquimistas, y deseando establecer un palacio al estilo europeo en Stirling. Acometió obras en las residencias reales de Edimburgo, Falkland y Linlithgow, aunque las de mayor resonancia fueron las de Stirling, incluyendo el antiguo edificio del rey, el Gran Salón y Forework. Asimismo, remodeló la antigua capilla real, una de las dos iglesias del castillo, y en 1501 recibió permiso del papa Alejandro VI para establecer un seminario de sacerdotes. Forework, del que quedan pocos restos, deriva de la arquitectura militar francesa, aunque los detalles militares se añadieron más por decoración que por defensa. Jacobo IV jugaba al tenis en Stirling con el embajador español Pedro de Ayala.
Si aceptamos dos fuentes satíricas de dos poemas de William Dunbar como ciertas, el castillo habría experimentado un intento de vuelo humano en 1509 por el alquimista italiano y abad de Tongland, John Damian. El capitán del castillo Andrew Aytoun albergaba un alquimista llamado Caldwell que poseía una fragua para la «quintaesencia», el mítico quinto elemento, en el castillo.

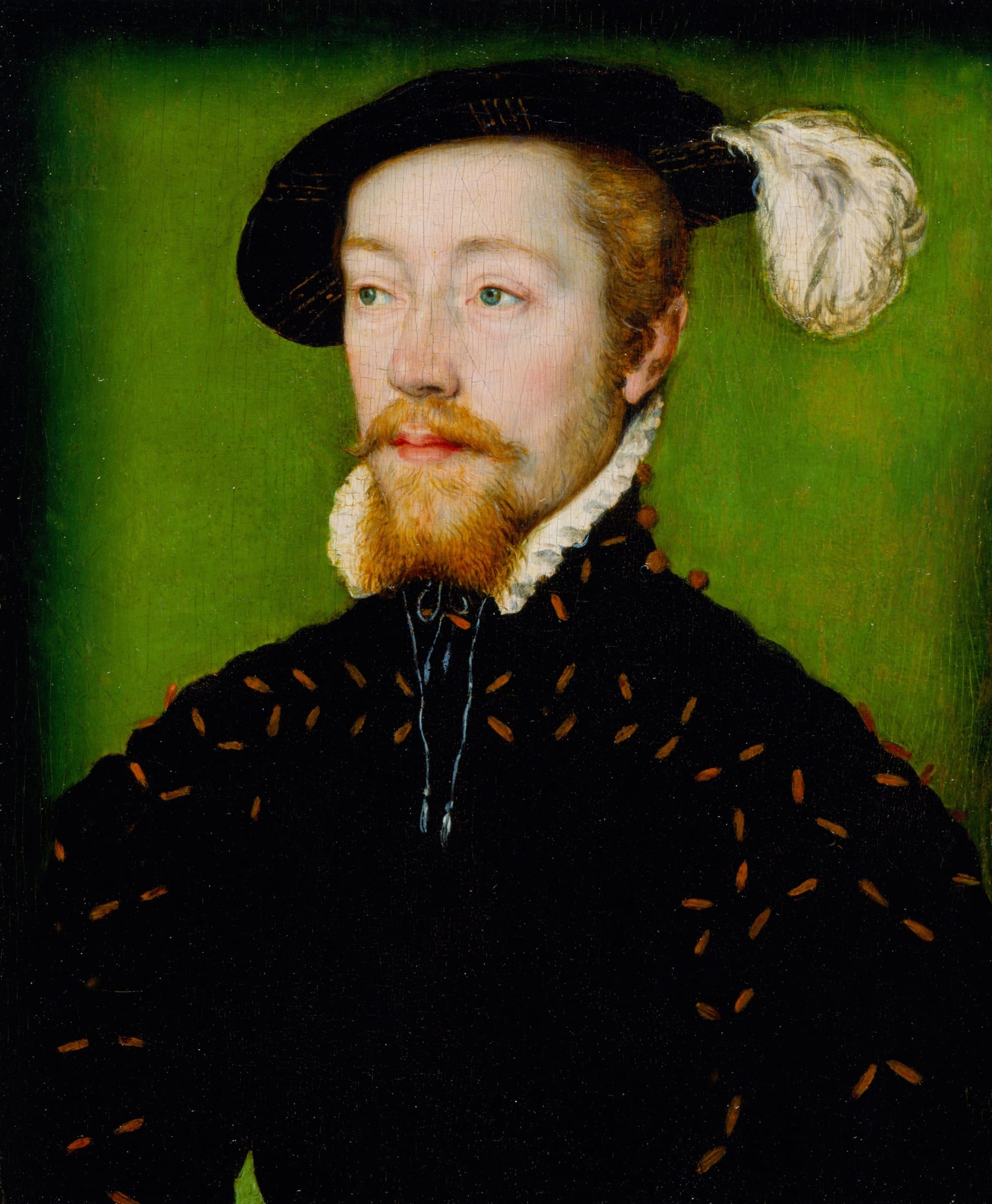
Retrato de Jacobo V, constructor del palacio real del castillo.

Las obras comenzadas por Jacobo IV no estaban concluidas cuando falleció en la batalla de Flodden. Su sucesor, Jacobo V (r. 1513-1542) fue coronado en la capilla real y creció en el castillo bajo el cuidado de Lord Erskine. En 1515, John Albany trasladó 7.000 soldados a Stirling para liberar al joven rey del control de su madre, Margarita Tudor. Jacobo V continuó la obra constructiva de su padre, creando el Palacio Real en el centro del castillo bajo la dirección de James Hamilton de Finnart y masones de Francia. Jacobo V también falleció joven, por lo que su viuda María de Guisa terminó las obras. Su hija, María I de Escocia, fue trasladada siendo un bebé al castillo por seguridad y fue coronada en la capilla real el 9 de septiembre de 1543, habitando el castillo hasta su traslado a Francia en 1548. Unos años más tarde, durante la regencia de María de Guisa, las hostilidades anglo-francesas se resolvieron violentamente en Escocia.
María I regresó a Escocia en 1561 y visitó el castillo de Stirling frecuentemente. Ayudó a Enrique Estuardo a recuperarse de una enfermedad en el castillo en 1565 y pronto contrajeron matrimonio. Su hijo Jacobo VI fue bautizado aquí en diciembre de 1566. Enrique Estuardo ya se había distanciado de la reina, por lo que no acudió a las celebraciones. María fue secuestrada por el conde de Bothwell cuando abandonaba Stirling, hecho que desencadenó los eventos que la obligaron a abdicar y su lucha contra Inglaterra. Cuando María escapó del castillo de Lochleven en mayo de 1568, el conde de Mar aumentó la seguridad del rey en Stirling y expulsó del castillo a los amigos y familiares cercanos.
El joven rey Jacobo fue coronado en julio de 1567 en la cercana iglesia de Holy Rude y creció en el interior del castillo bajo el cuidado de Annabell Murray, condesa de Mar, y bajo la tutela del erudito humanista George Buchanan. Se construyó una pista de tenis de madera para el rey en 1576. Stirling se convirtió en la sede para los partidarios de Jacobo, mientras que los nobles que querían devolver la corona a María se encontraban en Edimburgo, liderados por William Kirkcaldy de Grange, quien dirigió un ataque en Stirling en 1571, aunque fracasó en su intento de acceder al castillo.
El guardián del castillo, Alexander Erskine de Gogar, fue expulsado de mismo por los partidarios del regente Morton en abril de 1578. Los condes de Mar y Angus asediaron el castillo en 1584, aunque se rindieron y huyeron a Inglaterra cuando el rey se acercó con un ejército. Regresaron al año siguiente, obligando al monarca a rendirse, aunque le prometieron lealtad.
En diciembre de 1593 Ana de Dinamarca decidió viajar a Stirling para el nacimiento de su primogénito, y Jacobo ordenó reparar el palacio que se encontraba «ruinoso y decadente». El príncipe Enrique Estuardo nació en el castillo en 1594, y se construyó la capilla real actual para su bautismo el 30 de agosto. Probablemente construida por William Schaw, la capilla completó el cuadrángulo del recinto interior. Al igual que sus predecesores, Enrique Estuardo pasó su infancia bajo supervisión del II conde de Mar, hasta la Unión de las Coronas de 1603, cuando su padre lo sucedió como rey de Inglaterra y la familia real se trasladó a Londres.

### Fortaleza militar

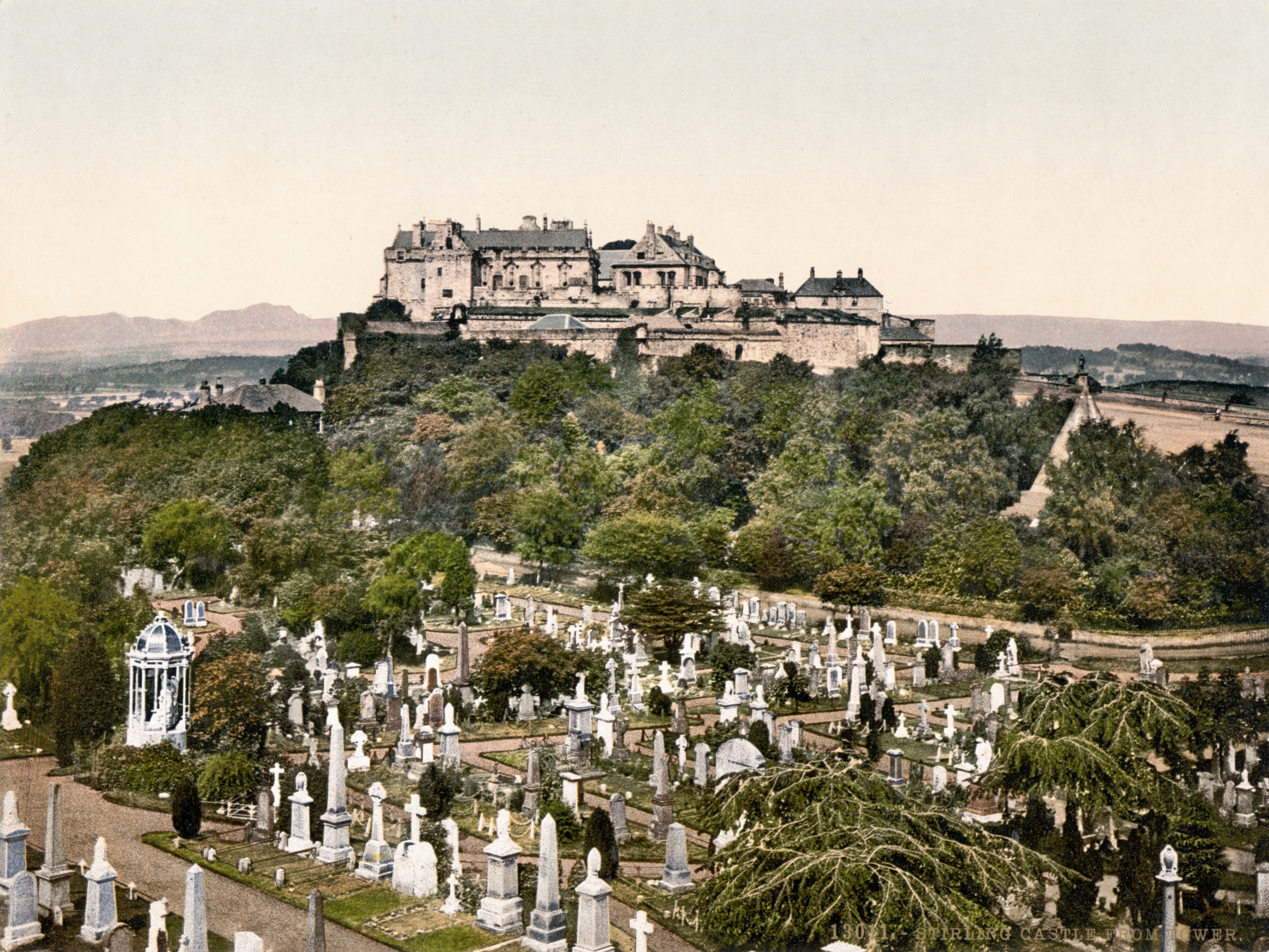
El castillo de Stirling en 1900.

Tras su partida, el papel como residencia real de Stirling decayó y se convirtió en sede militar. Se utilizó como prisión para altos cargos durante el siglo XVII y albergó algunas visitas del monarca. El arquitecto James Murray restauró las techumbres y las instalaciones para el regreso de Jacobo VI a Escocia, quien habitó Stirling durante julio de 1617. Desde 1625 el castillo se preparó para la visita del nuevo rey Carlos I, incluyendo obras en los jardines y las pinturas de la capilla real. Carlos no visitó Escocia hasta 1633 y se hospedó en el castillo brevemente.
Tras la ejecución de Carlos I, los escoceses coronaron a su hijo Carlos II y se convirtió en el último monarca que habitó el castillo en 1650. Las fuerzas monárquicas fueron derrotadas en la batalla de Dunbar por las republicanas de Oliver Cromwell y el rey se marchó al sur hacia su derrota en la batalla de Worcester. El general Monck asedió el castillo el 6 de agosto de 1651 y, tras un motín, el coronel William Conyngham fue obligado a rendirse el 14 de agosto. Actualmente pueden verse daños producidos durante el asedio en la iglesia y el Gran Salón.

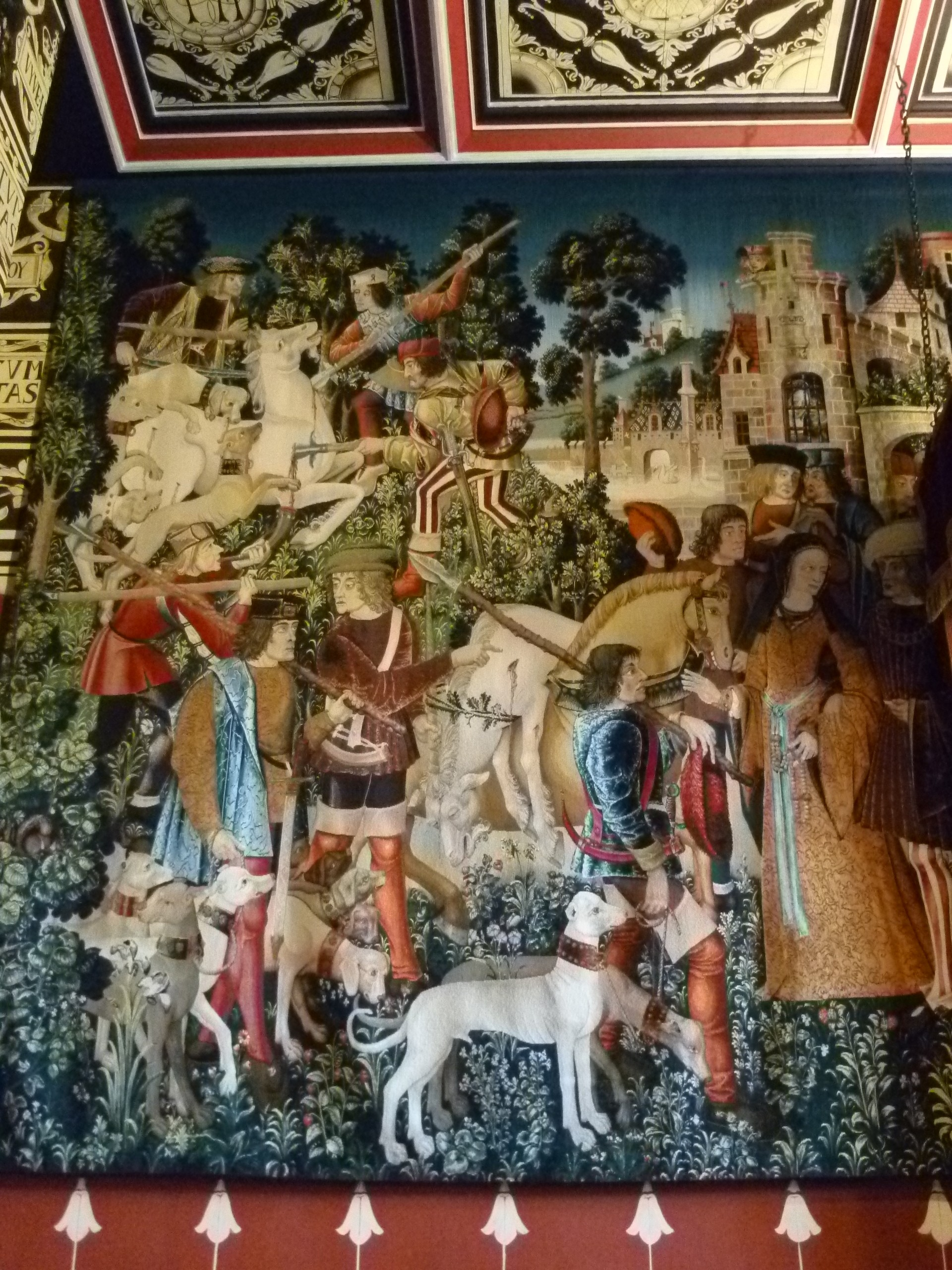
Réplica de La caza del unicornio.

Tras la restauración de Carlos II, el conde de Mar volvió a ser nombrado gobernador, y el castillo fue usado normalmente como prisión, incluso varios covenanters. El futuro Jacobo VII de Escocia visitó el castillo en 1681 antes de su coronación. Durante esta etapa se intensificaron las construcciones militares de la fortaleza, siendo instalada una guarnición formal desde 1685. Con la ascensión al trono de Jorge I en 1714, John Erskine, VI conde de Mar, fue expulsado de su cargo de gobernador; en venganza, promovió el regreso de Jacobo Estuardo, el Viejo Pretendiente, en la Rebelión jacobita de 1715. Las tropas gubernamentales rápidamente ocuparon la fortaleza y, más tarde, avanzaron hasta la batalla de Sheriffmuir, cuyo resultado fue ambiguo, aunque la rebelión fue aniquilada. Durante la Rebelión jacobita de 1745, Carlos Eduardo Estuardo lideró su ejército de highlanders desde Stirling hasta Edimburgo. Tras la retirada de los jacobitas de Inglaterra, regresaron a Stirling en enero de 1746. El pueblo pronto se rindió, aunque el gobernador del castillo se negó a capitular. A pesar de la victoria en la batalla de Falkirk, los jacobitas se retiraron al norte el 1 de febrero.
Desde 1800 el castillo fue propiedad de la Oficina de Guerra y fue usado como barraca. Se realizaron grandes modificaciones: el Gran Salón albergó soldados, la capilla real se convirtió en un teatro, el antiguo edificio del rey se convirtió en enfermería, mientras que el palacio real fue comedor. Se construyeron un gran número de edificios, incluyendo una prisión. La reina Victoria lo visitó en 1842 y el príncipe de Gales en 1859.

### SigloXX
Las estancias reales han intentado recuperar su antiguo esplendor. Desde enero de 2002 se han intentado recrear los tapices de La caza del unicornio, cuatro de los cuales están expuestos actualmente en la restaurada cámara de la reina en el palacio real. Los historiadores especializados en el reinado de Jacobo V creen que una serie similar de estos tapices se encontraban en la colección real. En verano de 2011 se completó un proyecto de investigación y representación que ha durado diez años y ha tenido un coste de 12 millones de libras.